# Tanypus scripta
Tanypus scripta är en tvåvingeart som först beskrevs av Vimmer 1917.  Tanypus scripta ingår i släktet Tanypus och familjen fjädermyggor. Inga underarter finns listade i Catalogue of Life.